# Биостратиграфия
Биостратигра́фия (от др.-греч. βίος — жизнь + лат. stratum — настил, слой + др.-греч. γράφω — пишу, рисую) — часть стратиграфии (палеонтологический метод), занимающаяся идентификацией и сопоставлением земных слоёв и определением относительного геологического возраста осадочных горных пород путём изучения распределения в них ископаемых остатков организмов. Применяется для детального расчленения геологических разрезов.

## История
Биостратиграфия возникла в начале XIX века, как метод сопоставления слоёв её использовал (до появления палеонтологии) У. Смит.
В период господства идей фиксизма, креационизма и катастрофизма, учёными была признана взаимосвязь между возрастом осадочных пород и набором обнаруживаемых в них ископаемых организмов. Интересно, что хотя связь была обнаружена и до работ Чарльза Дарвина, именно дарвинизм объяснил механизм существования такой связи.

## Описание
Теоретической основой биостратиграфии является закон соответствия флоры и фауны Гексли полагающий, что слои, в которых содержатся ископаемые остатки одинаковых видов живых организмов, имеют одинаковый возраст. Главной задачей является разработка шкал относительно возраста осадочных слоев, то есть последовательности биостратиграфических зон отражающих смену в геологическом разрезе эратем ископаемых остатков вымерших организмов.
Особенное значение для выделения биостратиграфических зон имеют группы вымерших организмов, достигавшие, при относительно кратком сроке существования, широкого распространения и разнообразия, например, нуммулиты, граптолиты или ругозы.
Важно также изучение остатков древних микроскопических организмов, количество которых бывает велико даже в небольших образцах. Остатки планктонных организмов, например, фораминиферы, перемещавшиеся течениями на значительные расстояния, позволяют объединять зоны большой территориальной протяжённости. Также, ископаемые остатки спор и пыльцы растений, разносившихся ветрами, важны для выделения одновозрастных осадков морского и континентального происхождения.
Для уверенного разделения одновозрастных комплексов организмов, живших в разных условиях, от разновозрастных, живших в сходных условиях, с целью реконструкции условий существования древних организмов, биостратиграфия использует методы палеоэкологии.